# دایهاتسو سونیکا

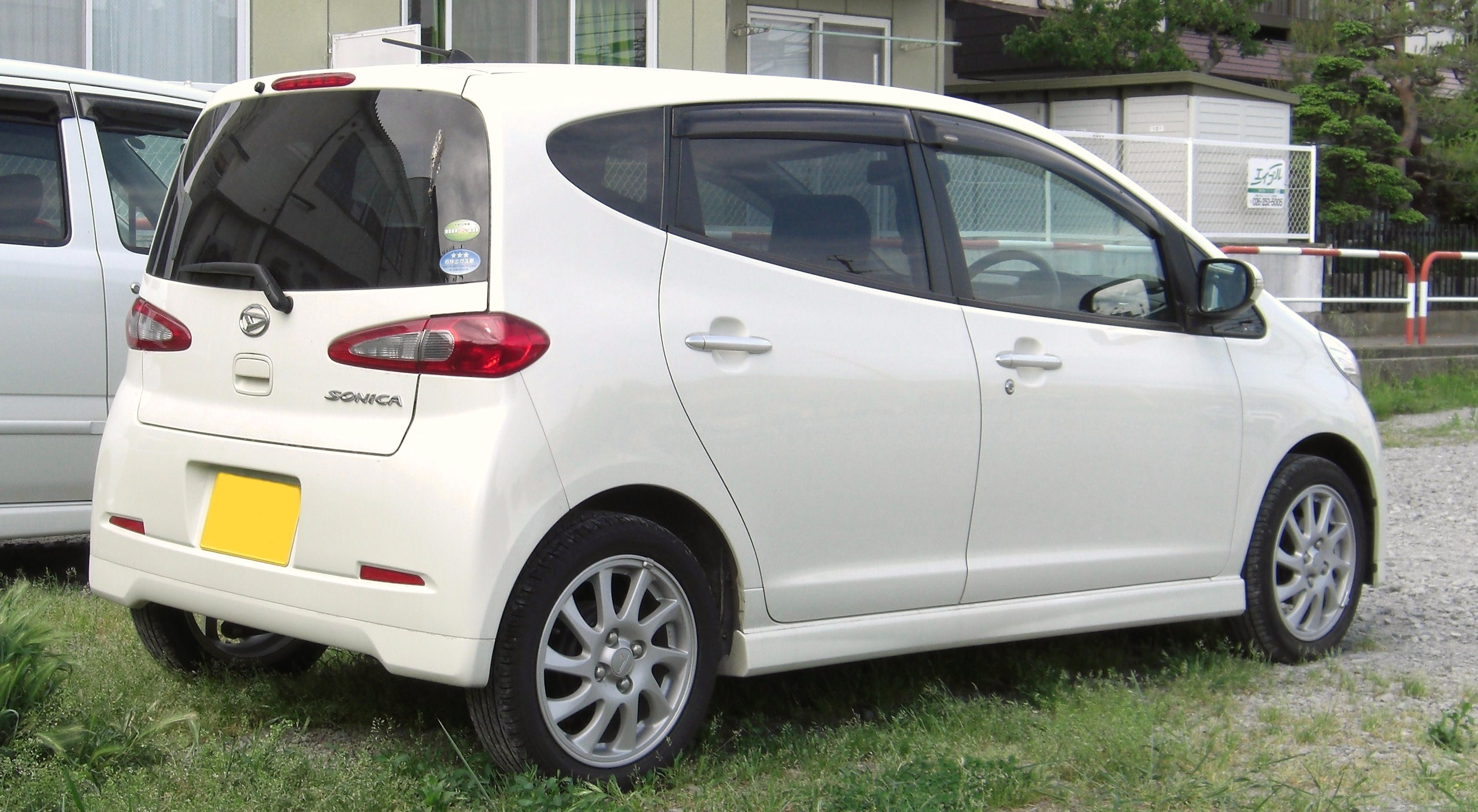

دایهاتسو سونیکا (Daihatsu Sonica) خودرویی است که در سال‌های ۲۰۰۶–۲۰۰۹تولید شده‌است.
این خودرو در کلاس خودرو کی قرار گرفته، طراحی آن FF، خودرو چهار چرخ محرک بوده است.
حجم موتور این خودرو ۶۵۸ سی‌سی است.